# Paraneetroplus nebuliferus
Paraneetroplus nebuliferus es una especie de peces de la familia Cichlidae en el orden de los Perciformes.

## Morfología
Los machos pueden llegar alcanzar los 20 cm de longitud total.

## Hábitat
Es una especie de clima tropical que vive entre 23 °C-30 °C de temperatura.

## Distribución geográfica
Se encuentran en México:  cuenca del río Papaloapan.